# Julio Garro
Julio César Garro (La Plata, 12 de febrero de 1972) es un abogado y político argentino perteneciente al partido Propuesta Republicana. Se desempeñó como diputado de la provincia de Buenos Aires (2009-2013) e intendente de La Plata (2015-2023). El 15 de marzo de 2024, fue designado por el presidente Javier Milei y el ministro del Interior Guillermo Francos como el nuevo subsecretario de Deportes de la Nación, cargo que ejerció hasta el 17 de julio de 2024, cuando fue retirado del cargo debido a un comentario en el que afirmaba que Lionel Messi debía pedirle disculpas a la Selección de Fútbol de Francia por unos cantos realizados por la Selección de Fútbol Argentina. 

## Carrera política
Egresó del Colegio San Luis de La Plata en el año 1980. En el año 2007 fue candidato a intendente de La Plata por el PRO y al mismo tiempo candidato a diputado nacional por la Provincia de Buenos Aires por el Pro. Fue Diputado de la Provincia de Buenos Aires por la Sección Capital, integrando el Bloque PRO de la Cámara Baja, hasta el año 2013.
En el año 2011 nuevamente fue candidato a intendente quedando en el quinto lugar, con el 6,89% de los votos. Para las elecciones municipales de 2015, se postula por Cambiemos como pre-candidato por el PRO a intendente compitiendo con los radicales Sergio Panella y Claudio Pérez Irigoyen en 2015.
En las PASO obtuvo el 33,53% de los votos, obteniendo en la interna el 38,8% de los votos, siendo por tanto el candidato a intendente del partido de La Plata por Cambiemos para las elecciones municipales que tuvieron lugar el 25 de octubre del 2015. La auditoría sobre la gestión de Julio Garro, señalo que Garro asumió con 3.800 empleados. Durante su periodo se produjo un crecimiento desmedido de designaciones en la plata municipal que generó que la Municipalidad pasara de 3.800 empleados en el 2007 a 12.573 en el 2023; un aumentó más de un 300 por ciento.
En las elecciones generales del 25 de octubre obtuvo el 41.64% de los votos. El 9 de diciembre de 2015 asumió el cargo de Intendente jurando en el Concejo Deliberante. En 2015, el fiscal Álvaro Garganta investiga una denuncia vinculada al patrimonio de Julio Garro. Garro fue denunciado por la Asociación Bonaerense de Control Ciudadano y señala que su patrimonio declarado ante la AFIP no se condice con una serie de propiedades y otros bienes; de la denuncia surge “una inconsistencia fiscal” entre lo declarado por Garro y su verdadera situación patrimonial. Tiene autos importados y propiedades en countries, un velero, un Mercedes Benz, una casa de veraneo en el barrio Parque de Pinamar, a pesar de ser monotributista con una categoría baja. Algunos medios lo calificaron como el nuevo Caso Fernando Niembro. Además posee multimillonarias cuentas bancarias. En 2024 sumaria una denuncia por fraude en perjuicio de la administración pública, malversación de caudales públicos,  abuso de autoridad y violación de los deberes de funcionario público cuando una auditoría descubrió que durante la gestión de Cambiemos en La Plata pagaba con dinero público  de la municipalidad a personas detenidas por homicidios, abusos o robos, también a cientos de supuestos trabajadores que no realizaban tareas alguna o vivían a miles de km. A su ves Garro creo una secretaria para su hija tras la derrota de Garro en las elecciones de 2023 la mayor de sus hijas fue designada por Rodríguez Larreta en Gobierno de la Ciudad de Buenos Aires con un sueldo de medio millón de pesos mensuales a pesar de que no se presentaba a trabajar. En 2022 la oposición denuncio una maniobra para nombrar a 300 militantes del PRO con  contratos como  delegados municipales que tenía objetivo central de garantizar la continuidad de los puestos políticos de los militantes del PRO, convirtiéndolos en delegados. Otra auditoría encontró un funcionario público de Garro que había renunciado el 1º de marzo de 2023 y siguió cobrando su sueldo hasta diciembre, un asesor militante del Pro que a pesar de haber renunciado en diciembre de 2021, se le continuó pagando hasta diciembre de 2023.
El 27 de octubre de 2019 obtuvo el 48,72% de los votos para renovar el mandato como intendente de La Plata por cuatro años más, venciendo a Florencia Saintout (Frente de Todos) que quedó segunda con el 40,76%. En las elecciones municipales del 22 de octubre de 2023 se postulo para ser reelegido como intendente, pero fue derrotado por el candidato de de Unión por la Patria Julio Alak. Inicialmente Garro no quiso reconocer los resultados de la elección municipal, tras el conteo justicia electoral que abra las urnas para que se recuenten los votos, aun así los resultados del recuento dieron por vencedor a Julio Alak, en reacción a este resultado Garro anuncio que apelaría el fallo de la junta electoral, pero un día después anuncio que iba a dar de baja su apelación, reconociendo su derrota ante Alak.
El 15 de marzo de 2024, fue designado por el presidente Javier Milei y el ministro del Interior Guillermo Francos como el nuevo subsecretario de Deportes de la Nación, cargo que ejerció hasta el 17 de julio de 2024, cuando fue retirado del cargo debido a un comentario desafortunado en el que afirmaba que Lionel Messi debía pedirle disculpas a la Selección de Fútbol de Francia por unos cantos realizados por la Selección de Fútbol Argentina luego de consagrarse bicampeones de la Copa América 2024. La cuenta de X (Twitter) oficial de la oficina del presidente de la nación Javier Milei, posteó; "La Oficina del Presidente informa que ningún gobierno puede decirle qué comentar, qué pensar o qué hacer a la Selección Argentina Campeona del Mundo y Bicampeona de América, ni a ningún otro ciudadano. Por esta razón, Julio Garro deja de ser Subsecretario de Deportes de la Nación.". El 17 de marzo de 2025 fue imputado por la justicia de La Plata en su rol de intendente Julio Garro por presuntos actos de corrupción relacionados con desarrollos inmobiliarios

## Intendente de La Plata
Durante su gestión afrontó varios conflictos con trabajadores del municipio se produjeron protestas cuyos manifestantes que habían sido despidos500 despidos para su posible reintegración. en tanto los trabajadores municipales brindaron una charla-debate en las puertas del Municipio denunciando la precarización laboral en la que se encuentran. Apuntaron a Julio Garro, Javier Mor Roig y a sus funcionarios por persecución, amenazas y vaciamientos, puntualmente en la Dirección de Políticas de Género, donde hay ocho trabajadoras menos. hubo veinte heridos por disparos por bala de goma por parte de la policía municipal. Al poco tiempo se produjeron protestas el 8 de enero de 2016 los empleados que se manifestaron frente a la municipalidad fueron reprimidos por la policía, hubo veinte heridos por disparos por bala de goma. el intendente comenzó su gestión pavimentando la entrada a su country con fondos municipales lo que provocó algunas críticas y pedidos de investigación. En 2019 se presentó una denuncia por desvío de fondos públicos, en la legislatura se pidió que municipio y Julio Garro debian proporcionar la documentación que aclare el destino de más de 1.000 millones de pesos a cooperativas que habían desaparecido. En una maniobra similar la Secretaría de Gobierno Municipal, presupuestaron 189 millones de pesos pero acusaron 790 millones de pesos, informes periodísticos dieron cuenta que parte de las supuestas "cooperativas" contratadas pertenecían a hombres y mujeres con vinculados funcionarios de alto nivel de la gestión de Julio Garro y a la agrupación jóvenes PRO.La Justicia imputó al exintendente de La Plata Julio Garro por la autorización ilegal de 400 barrios privados
El funcionario enfrenta acusaciones de asociación ilícita, administración fraudulenta y falsedad ideológica. La maniobra incluiría la autorización de los lotes, empresas constructoras cercanas al intendente y la venta en inmobiliarias,  en 2020 la justicia llevó a cabo allanamientos en diversas propiedades y oficinas vinculadas a exfuncionarios municipales y empresarios del sector de la construcción.A mediados de 2021 fue imputado  en una causa por corrupción y allanaron su casa
La medida fue ordenada a la Policía Bonaerense por el fiscal Juan Cruz Condomí Alcorta, que investiga supuestos desmanejos y precios inflados en desarrollos inmobiliarios con prejuicio a las arcas públicas en 700 mil millones de pesos que incluyeron cuatro empresas investigadas una de las cuáles había financiado la campaña de Julio Garro en 2015.

También se presentó denuncia penal contra Julio Garro por “Abuso de Autoridad Genérico” y “Omisión de los deberes de Oficio”, por no haber suspendido a Daniel Piqué, extitular de la Secretaría de Seguridad de La Plata, cuando fue imputado en la causa de la muerte de la joven estudiante de la Facultad de Periodismo de la UNLP en una fiesta.
A principios de marzo de 2016,  bares y pubs de música underground como Pura Vida, Venue y Lord, fueron clausurados por el municipio En el caso del bar Pura Vida sus dueños argumentaron que no existían razones para su clausura. La comunidad artística de La Plata reaccionó rápidamente, y a los pocos días una multitud se congregó a las puertas del local para reclamar por su apertura. En 2017 la fiscal Virginia Bravo, pidió que se investigue a Julio Garro, y a la directora municipal de Cooperativas, Ileana Cid. A todos ellos se les imputa la presunta comisión de los delitos de administración fraudulenta, abuso de autoridad, incumplimiento de los deberes de funcionario público y malversación de caudales públicos por una aparente estafa de 38 millones de pesos.
 En 2020 se iniciaría una causa judicial a raíz de una sobrefacturación en el pago a las cooperativas de trabajo municipales por más de 2.000 millones de pesos, en dicha causa Garro fue imputado por  comisión de los delitos de acción pública entre ellos fraude en perjuicio de la administración pública y violación a los deberes de funcionario público”, a raíz de los mecanismos utilizados para el desvío de fondos cuando se descubrió el sistema de retorno de los cooperativistas a los punteros políticos del pro y el desvío que se produciría entre el pago real y los millones que desaparecian en el medio.
El 30 de octubre de 2023, luego de realizarse el tradicional recuento de votos. El peronista Julio Alak, ex ministro de Justicia y Derechos Humanos de la Provincia de Buenos Aires, ganó las elecciones y lo sucedió en em cargo el  10 de diciembre del 2023. Alak previamente había ejercido el cargo entre 1991 y 2007. 

### Gestión
Tras haber asumido ese 10 de diciembre, Julio Alak decidió llevar adelante una auditoría interna en la administración de la capital provincial que, a poco más de un mes, arroja resultados que dan cuenta de un crecimiento desmedido de la planta municipal, así como también irregularidades que son violatorias de distintas leyes y delitos penales. Ya en la última parte de su gestión, Julio Garro había sido acusado, desde adentro y desde afuera de su propia fuerza política, por una serie de situaciones que se daban, principalmente alrededor de la nómina de trabajadores dependiente del gobierno platense. Frente a este contexto, la Municipalidad de La Plata comenzó a utilizar el sistema biométrico que permite controlar el ingreso y egreso del personal a través de la huella dactilar. Durante la primera jornada hubo un ausentismo superior al 60 por ciento. En el detalle, en Los Hornos se registraron 144 empleados sobre un total de 456, en Villa Elvira 154 sobre 340, en Altos de San Lorenzo 86 sobre 224 y en San Carlos 78 sobre 142; es decir que sobre 1.162 empleados que debían registrar su ingreso, solo lo hicieron 462.
La auditoría
Más allá de los datos que se desprenden a partir de los procedimientos de control que buscan garantizar la transparencia, la situación había empezado a probarse a partir de la auditoría interna que no sólo identificó personas que cobraban sin presentarse a trabajar, sino que pudo dar cuenta de un salario destinado a una persona fallecida. Según determinó el informe que se dio a conocer a finales de esa semana, se comprobó que la Municipalidad le pagaba, en concepto de salario, a personas que están detenidas en la actualidad cumpliendo condenas por participar en severas causas penales. Se trata de detenidos por delitos como homicidios agravados y en ocasión de robo; corrupción de menores y facilitación de la explotacion sexual de niños y niñas; robo calificado por uso de armas de fuego; e incendios y estragos, entre otras causas que contemplan condenas extensas. En total se comprobó que a 13 personas detenidas por delitos graves en cárceles y alcaldías a las que se les seguía pagando la remuneración como si cumplieran servicios. La investigación interna determinó numerosas irregularidades administrativas. En la misma se expone que había personas que cobraban sueldo y no trabajaban; como también agentes que cobraban sueldo sin tener legajo de personal, es decir que no habían cumplimentado los requisitos mínimos para su designación y sin embargo eran asalariados, reza el documento, que también descubre que hubo exfuncionarios que cobraron durante varios años, aún con la vigencia del decreto del cese de funciones. También se registraron cerca de un centenar de agentes municipales con condenas penales como homicidios dolosos, portación de armas de guerra o abuso sexual con acceso carnal a los que no se les requirió en el ingreso los certificados de reincidencia e informe policial como exige la normativa vigente. Además, se constataron 240 personas domiciliadas en otras ciudades, tales como Bahía Blanca, Rawson o incluso algunas patagónicas como Bariloche que no asistían a trabajar. Los equipos técnicos encargados de la auditoría identificaron también a dos personas que se anoticiaron de tener un contrato municipal cuando fueron a hacer trámites en otros organismos. Actualmente se están investigando esas contrataciones, que datan de septiembre de 2023, es decir, en pleno tramo final de la campaña electoral en la que Garro buscaba la reelección que se truncó con el triunfo del peronismo y la vuelta de Alak a la intendencia. Estas situaciones se dieron en el marco de un aumento de las designaciones que, según se detalla “crecieron desmesuradamente en todos los años electorales”, lo que representa una violación a la Ley de Responsabilidad Fiscal 13.295 y a la normativa provincial que regula el Empleo Público. Mientras que los discursos desde el PRO y Juntos por el Cambio advertían sobre la necesidad de avanzar sobre el recorte del gasto público y el achicamiento del Estado en general, los datos recogidos en el “Plan de relevamiento integral para la reconstrucción de la administración pública municipal”, dan cuenta que la administración capitalina tenía al 10 de diciembre de 2023 un total de 12.573 agentes. Para contemplar el impacto real del crecimiento en la planta municipal hay que remontarse hacia finales de 2007, en el cierre del último ciclo de Alak al frente de la gestión capitalina. Por entonces, en la ciudad vivían alrededor de 600 mil habitantes y la administración municipal contaba con 3.800 empleados. De la comparativa se desprende que la planta de trabajadores creció en más de un 300 por ciento en los últimos años cuando la población de la ciudad creció sólo un 20 por ciento, y según el censo 2022, actualmente tiene 772.618 habitantes. En la actualidad, y en términos comparativos, La Plata tiene más empleados designados que distritos como La Matanza, el más grande de la Provincia, donde residen 1.837.774 personas y se registran 7.426 municipales, de los cuales 3.112 son personal de salud de los hospitales comunales y 4.314 de planta. Tomando ese dato, la capital tiene un 70 por ciento más de empleados que La Matanza con casi la mitad de la población y sin contar con hospitales municipales; mientras que La Plata cuenta con un empleado municipal cada 61 habitantes y La Matanza tiene un empleado cada 247 habitantes. A sabiendas de la situación general que empezó a observar incluso antes de volver a asumir como intendente, Alak puso a la transparencia como uno de los pilares de su nueva etapa al frente del municipio. Y ni bien comenzó el proceso de transición le pidió a Garro que evitara avanzar con decisiones administrativas que comprometieran su futura gestión, sino que en una de las primeras iniciativas que propuso discutir al Concejo Deliberante presentó por primera vez en la historia de la ciudad un proyecto de ordenanza con el que busca garantizar la transparencia, aplicando en el ámbito municipal el “Sistema de Declaraciones Juradas Patrimoniales PBA-AFIP”. El objetivo era obligar a los funcionarios de alto rango a presentar la Declaración Jurada Patrimonial, aun cuando se desempeñen en el cargo en forma transitoria, remunerada u honoraria y cualquiera sea su modalidad de contratación.
“Desde el primer día comuniqué a los funcionarios y a las delegadas y delegados que vamos a trabajar bajo cuatro principios básicos: la transparencia, el orden, la eficacia y el buen trato”, dijo en su momento el jefe comunal capitalino. La regla alcanzará al intendente, secretarios y subsecretarios, directores, jueces de falta, concejales y titular del Mercado Central, a todos los entre otros. 
“Se trata de una herramienta esencial de transparencia institucional, que permite el acceso a la información por parte de los vecinos, al tiempo que permite garantizar las buenas prácticas de ética pública e integridad”, enfatizó el intendente.

## Controversias
Tras un robo, Garro dijo que el policía Patricio Masana le robó 25 mil pesos, pero el supuesto ladrón señaló que se había llevado más de 5 millones de dólares. El intendente aseguró que el ladrón mentía: "Garro dijo al diario La Nación que "pedirá que se realice una querella con Masana para demostrar que el "delincuente" miente.
Desde la (FALGBT) y la Asociación de travestis, transexuales y transgéneros de Argentina (ATTTA) denunciaron a Garro por sus dichos discriminatorios y agraviantes, cuando había expresado que la comunidad trans eran enfermos y anormales que “jamás pensaría darle trabajo a travestis”. Cuando fue consultado acerca de las identidades y expresiones de género trans: "Si avalo eso, tendría que avalar a los delincuentes".
En 2016 se presentó una la denuncia penal Garro tiene declarado un patrimonio de $980 000, cuando en realidad asciende a $3 600 000, cálculo obtenido a partir de la posesión de una vivienda en el barrio cerrado Grand Bell, otra propiedad en Pinamar; una camioneta 4x4, un cuatriciclo y una embarcación.